# Sinotruk
China National Heavy Duty Truck Group Co., Ltd., CNHTC ou Sinotruk Group est un fabricant de camions appartenant à l'État chinois, dont le siège est à Jinan, dans la province du Shandong. Il est actuellement le troisième constructeur de camions en Chine continentale. Il est célèbre pour avoir développé et fabriqué le premier camion lourd de Chine - "Huanghe" (黄河, Fleuve Jaune) JN150. 

## Histoire

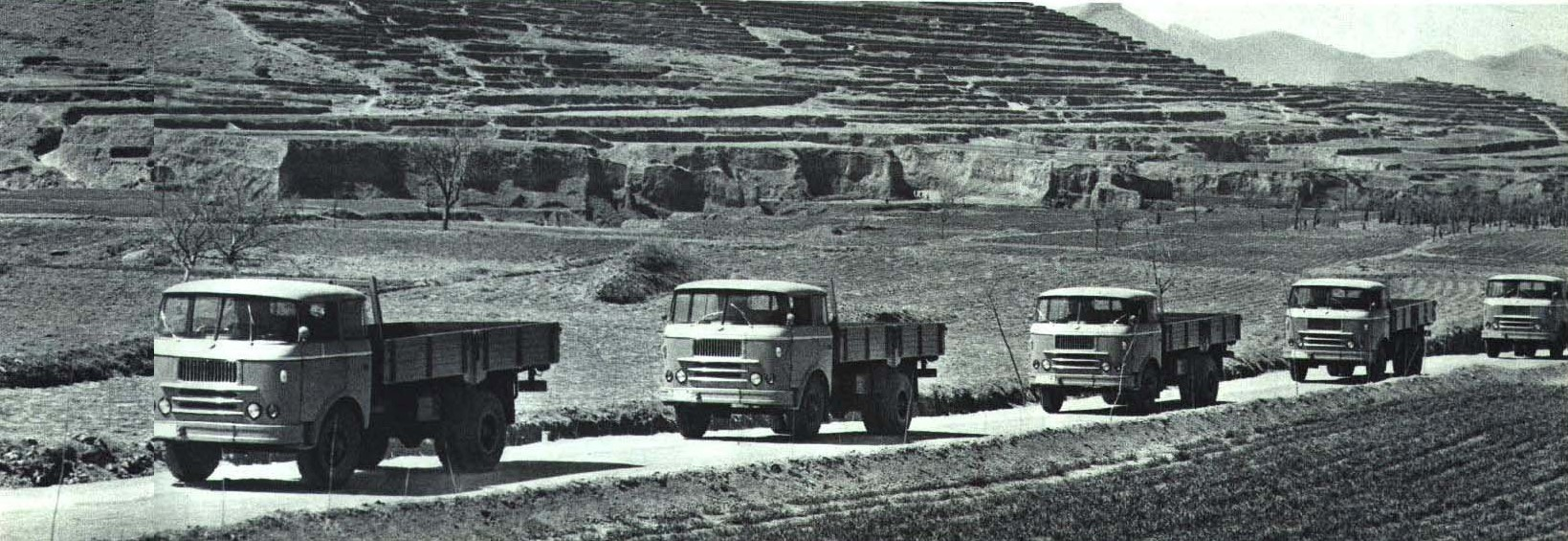
Huanghe JN150, le premier modèle construit par Jinan Automobile Works

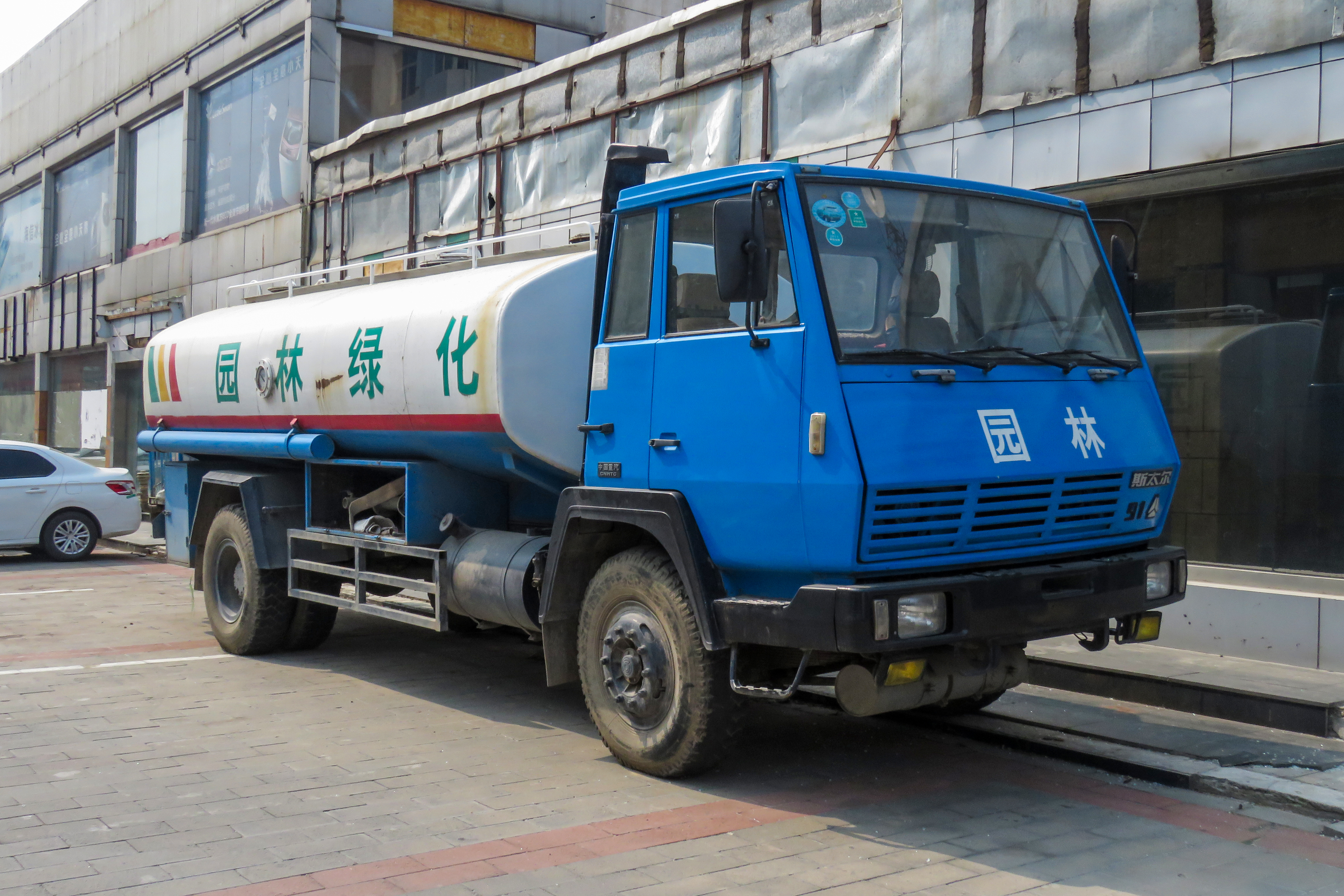
Un Steyr 91 construit par CNHTC

CNHTC a été fondée en 1935 par le gouvernement du Kuomintang de la République de Chine sur la base de Jinan Automobile Works. Elle a commencé à développer des camions lourds en 1956, avec son premier camion inspiré du Skoda 706RT. En 1984, Jinan Automobile Works a commencé à produire Steyr 91 avec une technologie importée de Steyr-Daimler-Puch. Depuis la réforme et la restructuration de 2001, l'entreprise s'est débarrassée des pertes d'exploitation des années précédentes. 
La plupart des actifs du groupe étaient désormais cotés à la Bourse de Hong Kong en 2007, sous la forme d'une société de Hong Kong, Sinotruk (Hong Kong). Une autre filiale (filiale de Sinotruk (Hong Kong)), Sinotruk Jinan Truck (SZSE: 000951), a été cotée à la Bourse de Shenzhen. 
Sinotruk vend ses camions dans divers pays d'Amérique du Sud. Ils sont venus au Brésil en réponse à un groupe d'hommes d'affaires ayant une expérience dans l'industrie du transport. Sinotruk a vendu 2 000 véhicules à ce jour. Sinotruk a commencé à construire sa première usine hors de Chine en 2013 avec un investissement initial de plus de 300 millions de dollars. Son emplacement sera à Lages, au Brésil. 
Sinotruk produit également des camions au Pakistan dans le cadre d'une coentreprise avec Dysin Automobiles. 
L'entreprise est également active aux Philippines depuis 2011 par l'intermédiaire de concessionnaires, vendant des camions légers et lourds,. 
En octobre 2019, Shandong Heavy Industry est devenu l'actionnaire majoritaire de « China National Heavy Duty Truck Group », en acquérant une participation de 45 %.

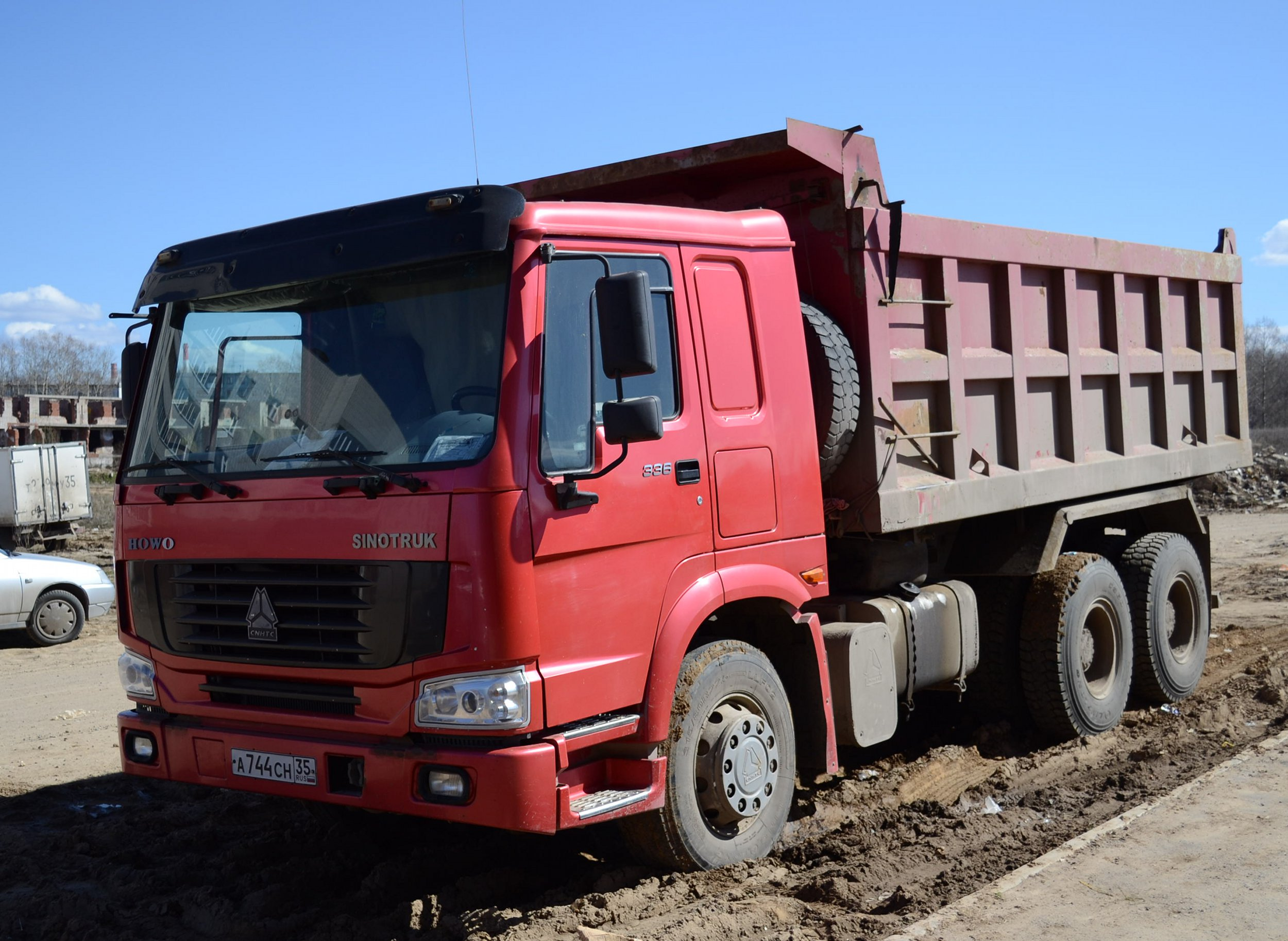
Un camion Sinotruk Howo 6x6 utilisé en Russie
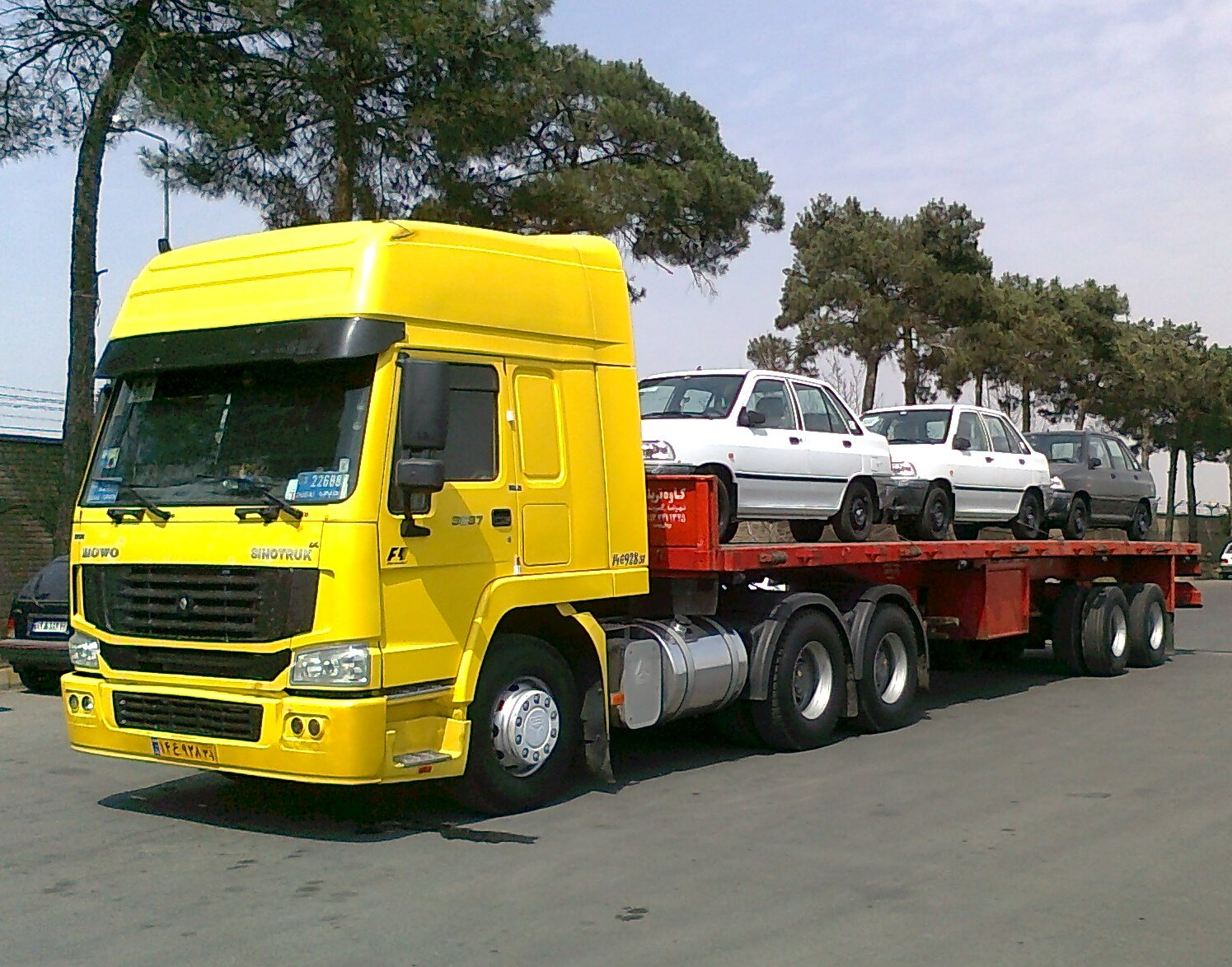
Un camion Sinotruk Howo 10x10 en Iran
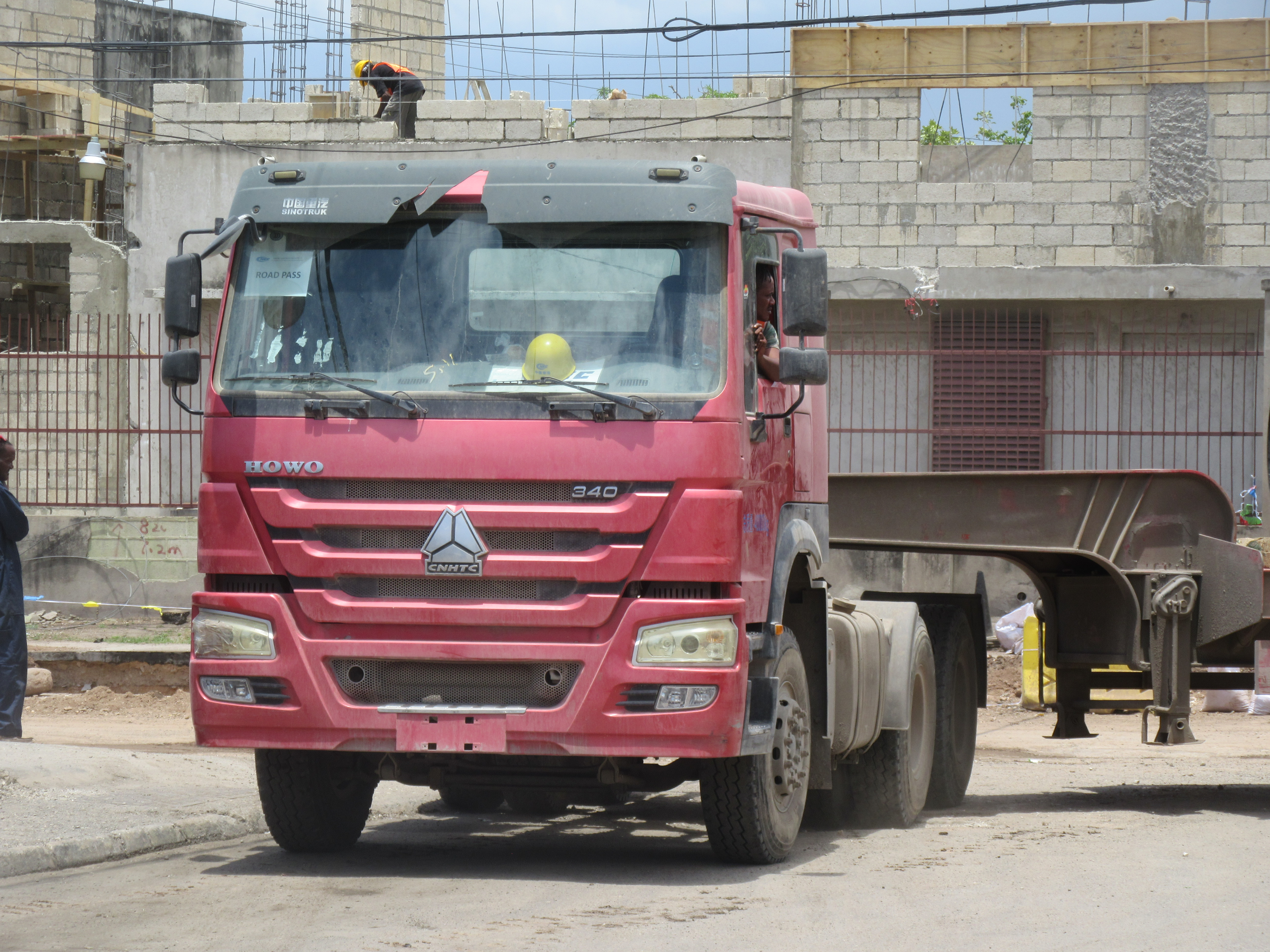
Howo Sinotruk 380 tractor truck en Jamaïque
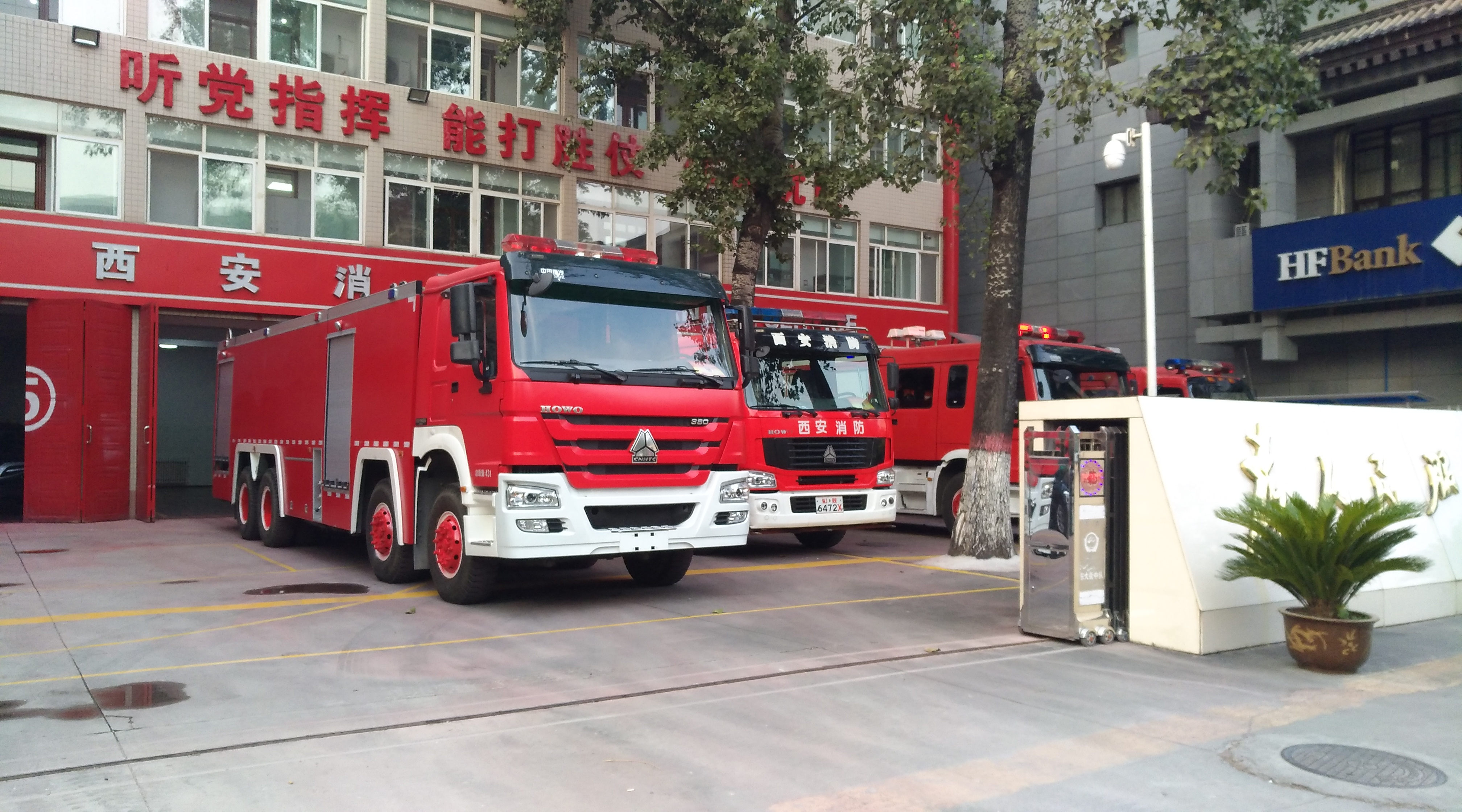
Des camions de pompier Sinotruk à Xi'an